# Амалия Гулиелминети
Амàлия Гулиелминèти (на италиански: Amalia Guglielminetti) е италианска писателка (белетристка и поетеса).
През 1912 г. италианският писател Габриеле д'Анунцио я определя като най-голямата поетеса, която Италия има днес. Известна е със своите страстни и независими женски образи, които навремето предизвикват скандал.
Творчеството ѝ е предмет на забвение десетилетия наред и през 2018 г. е изведено на преден план от редакционен проект на италианското издателство Rina, който желае да преоткрие авторките на „наративната красота“ от 19 и 20 век.

## Биография

### Ранни години
Амалия е родена в град Торино, Пиемонт, Кралство Италия на 4 април 1881 г. в семейството на дребния индустриалец Пиетро Гулиелминети и на съпругата му Феличита Лавецато. Има две сестри – Ема и Ерминия, и брат Ернесто. През 1858 г. прадядо ѝ Пиетро Гулиелминети се премества от село Краванцана в Торино, където развива малък бизнес с дървесина; именно той е доставчик на Кралската армия и около 1860 г. изобретява манерката, първоначално изработвана от дърво. 
След смъртта на баща ѝ през 1886 г., когато тя е едва 5-годишна, семейството се премества при дядо ѝ по бащина линия Лоренцо – „стар пестелив индустриалец, твърд духовник и строг пазител на домашното огнище“, който я кара да учи в строги частни католически училища.
През 1901 г. Амалия започва да сътрудничи на вестник Gazzetta del Popolo, в чиято неделна притурка публикува свои стихове. Някои от тях са събрани в първата ѝ стихосбирка – „Гласове на младостта“ (Voci di giovinezza), публикувана през 1903 г. Това са училищни и често тромави стихове, върху които се чувства влиянието на Джозуе Кардучи, и които не оставят следа на торинската литературна сцена.

### „Лудите девици“, „Съблазните“, „Безсънният“ и връзка с Гуидо Гоцано
Съвсем друг е приемът на стихосбирката ѝ „Лудите девици“ (Le Vergini folli), оценена положително от читатели и от критици. В стиховете има невинни момичета, „неспокойни пламъци, затворени от мъдрост / древни правила сред грациозни укрития“, в социално отношение „госпожици“, които подобно на самата Амалия, са получили религиозно образование и смесват профанното и сакралното, мистиката и еротиката.
Бележитият професор, критик и поет Артуро Граф публично дефинира ръкописа ѝ „много ценна огърлица“ от „красиви и нови“ стихове. След публикуването на книгата през 1907 г., в своя бележка до Амалия от 5 май 1907 г. той пише: „Вашето вдъхновение е максимално живо, откровено, деликатно, а изкуството му пасва чудесно. Фигурите Ви на девойки и жени са самото изящество, а много от сонетите са с отлична изработка. И всичко това изглежда така спонтанно!“
От своя страна критикът на вестник „Ла Стампа“ Дино Мантовани в рецензията си от 14 май 1907 г. вижда в Амалия сбор от италианската поетеса Гаспара Стампа и древногръцката поетеса Сафо.
Не липсват и някои критики: Алфредо Панцини в саркастичната си статия във вестник Secolo di Milano на 28 февруари 1914 г. пише, че Гулиелминети има добър темперамент на творец и че издателят добре е помислил да използва за книгата ѝ „сива, а не бяла корица", като се имат предвид големите неприличия („деколтета, да не говорим за друго“) по тези страници.
През 1906 г. Гулиелминети се запознава с италианския поет и писател Гуидо Гоцано в торинския интелектуален клуб „Културно дружество“. В този период тя, по думите на Джорджо Барбери-Скуароти, се изгражда като „страстна и чувствена жена, доминираща и жестока, пламтяща и чувствителна, облечена по най-новата парижка мода според модела на стила Либерти". Двамата започват страстна връзка през 1907 г., малко след публикуването на книгата ѝ, която трае само 1 – 2 години, но кореспонденцията помежду им продължава до ранната смърт на поета през 1916 г. Той ѝ изпраща първата си публикувана стихосбирка „Пътят на убежището“ (Via del rifugio, 1907). Гулиелминети връща жеста, като му изпраща „Лудите девици“, коментирайки, че в творбата му тя все още не е вкусила от деликатесите на изкуството, а само се е докоснала до същността, душата на неговата поезия: „леко горчива и леко немощна душа“.
Гоцано ѝ пише на 5 юни 1907 г.: спирайки се на оценката на Дино Мантовани, той казва:
| „ | „Вашите технически евритмични, непринудени в поведението си и много благородни в богатата си рима сонети... превъзхождат тези на Гаспара Стампа... която също е жертва на маниерите на своето време, каквато сме и ние на нашето, с неумелите ни подражания на д'Анунцио... читателят остава с впечатлението, че за няколко минути се намира в затворена градина: на всеки завой на пътеката, сред китките лилии и сводовете розовите храсти нова кохорта от девици пристъпва напред, пеейки за нов вид мъченичество или надежда. Уважаема Гулиелминети, в книгата Ви Вие почти придружавате човек като водач и водите читателя през кръговете на онзи светъл ад, наречен девственост“. | “ |

Гоцано идентифицира корените на Данте в съставянето на тези сонети, ограничавайки влиянието на Петрарка върху поетесата и наблягайки върху неизбежното влияние на Габриеле д'Анунцио.
Гуелминети се стреми към солидна любовна връзка с Гоцано, който обаче предпочита интелектуалното приятелство. Във всеки случай тази връзка повлиява на нейното творчество и води до публикуването на стихосбирката ѝ „Съблазните“ (Le Seduzioni) през 1909 г., в която „наред с една по-определена „алчност към живота“ стои и горчивият отказ от любовта, за която тя мечтае в предишните си стихосбирки“. С тази стихосбирка поетесата изгражда репутацията си на извратена и чувствена жена; тя обобщава природата си със стиха: „Все пак тя е винаги онази, която върви сама“ (на итал. Essa è pur sempre quella che va sola).
През същата година Амалия пише и малката стихосбирка „Ема“ (Emma), посветена на сестра ѝ, починала от тиф едва на 29 години. Стихосбирката е издадена едва през 1934 г. като част от антологията „Змиите на Медуза“.
С течение на времето Гулиелминети успява да се освободи от влиянието на Габриеле д'Анунцио, като придобива собствена сила и дълбочина. Стиховете ѝ стават по-сбити, стилът по-съществен, а употребата на прилагателни – по-ограничена. Джузепе Антонио Борджезе в книгата си „Животът и книгата“ (La vita e il libro) от 1923 г. я дефинира като „творец с такава невероятна сила, че трябва да я оставиш сама“.
През 1913 г. поетесата публикува стихосбирката си „Безсънният“ (L'Insonne), чието първо стихотворение „Отговор към един мъдрец“ (Risposta a un saggio) е вероятен отговор на стихотворенията на Гоцано „Честното отхвърляне“ (L’onesto rifiuto) и „Възкръсналата“ (Una risorta). Вестник „Жената“ (La Donna) в статията си от 20 юни пише: „В художествено отношение „Безсънният“ е сигурно и високо утвърждаване. Там е цялата Гулиелминети: със собствен материал, със собствена форма, със собствен стил.“ Стихосбирката е последното ѝ поетично произведение (с изключение на стихотворенията ѝ за деца) и едва през 1934 г. тя публикува „Змиите на Медуза“ (I serpenti di Medusa), в която обаче новите стихотворения са малко и преобладава антологичният аспект.

### Проза и връзка с Питигрили
Междувременно Гулиелминети се занимава с писането на проза и сътрудничи на вестници и списания. Нейната първа белетристична творба е сборникът с новели „Лицата на любовта“ (I volti dell’amore) през 1913 г. Критиците реагират по противоречив начин на нейната белетристика, често считана за ексхибиционистка и „женствена“. Между 1915 и 1920 г. писателката публикува редица сборници и новели като „Души в огледалото“ (Anime allo specchio), „Безполезните часове“ (Le ore inutili), „Вратата на радостта“ (La porta della gioia) и романа „Очи със сини кръгове“ (Gli occhi cerchiati d’azzurro).
През 1917 г. 36-годишната Гулиелминети започва романтична и интелектуална връзка с 23-годишния писател и журналист Дино Сегре, по прякор Питигрили, който през 1924 г. ѝ посвещава първия си роман „Кокаин“ (наричайки я „кадифен таралеж“), и е един от най-успешните автори на своето време. Бурната връзка между двамата завършва същата година. Влиянието на Питигрили е очевидно в романа ѝ „Отмъщението на мъжа“ (La rivincita del maschio) (1923), публикуван от изд. Lattes, преведен на испански и на хърватски, и довел до съд (през юли 1928 г. авторката е обвинена в безнравственост от председателя на Легата за обществен морал, но впоследствие е оправдана).
През 1925 г. Гулиелминети е поканена в Париж от мадам Орел – феминистка и писателка, и близка приятелка на Филипо Томазо Маринети; там тя се срещна с американската писателка и поетеса Натали Клифорд Барни – авторка на Pensée d'une amazone (1920).
След завръщането си в Торино писателката започва да издава списание за новели „Съблазните“ (Le Seduzioni) и е една от малкото такива жени в Италия. За списанието сътрудничат автори като Филипо Томазо Маринети, Масимо Бонтемпели, Луиджи Пирандело, Трилуса. В отговор на това конкурентът ѝ и неин бивш любовник Питигрили започва да издава списанията „Великите автори“ (Le Grandi Firme) (1924) и „Великите новели“ (Le Grandi Novelle) (1926). На страниците им двамата бивши си разменят все по-големи обвинения и клевети (напр. Питигрили обвинява Гулиелминети, че искала да продаде материала от пътешествието на Гоцано в Индия, а тя му отговаря, наричайки го „литературен клоун“). Отношенията им стигат до съд през 1928 г., когато Гулиелминети е замесена в клеветническа кампания срещу писателя и в подправянето на негови писма, за да бъде той обвинен в антифашизъм. Питигрили е оправдан, а тя е осъдена на 4 месеца затвор, впоследствие смекчени на 2. През 1931 г. писателката е оправдана поради нейното преходно генерализирано психично разстройство, до което е била доведена от Питигрили и от създалата се ситуация. Този процес, освен че води Амалия до нервен срив, я кара да закрие списанието и почти да прекрати литературната си дейност.
През 1935 г. срещу нея се води трети процес поради обвинение в безнравственост заради статията ѝ в списание „Киноилюстрация“ (Cinema Illustrazione), посветена на актьора Жак Льо Рю, но отново е оправдана.

### Последни години
През 1935 г. Гулиелминети напуска Торино с думите: „[Напускам Торино] без никакво съжаление, тъй като в него нямам приятели, довереници, близки или любими хора. Може би майка ми, но майчината обич е инстинктивна и неосъзната“. Тя се мести в Рим, опитвайки се безуспешно да направи журналистическа кариера. През 1937 г. се завръща в Торино, където прекарва последните години от живота си в уединение.
Оставя точни указания за надгробния си паметник, който трябва да е „в сив мрамор във формата на египетска пирамида“ и върху който трябва да бъде гравирано: „Амалия Гулиелминети, поетеса. Живя сама и умря сама“.
Умира на 60-годишна възраст на 4 декември 1941 г. от сепсис, причинен от нараняване при падане по стълбите няколко дена по-рано, докато бяга към бункера, след като чува сирените за въздушно нападение. Погребана е в Монументалното гробище на Торино.
През 2012 г. издателство Bietti преиздава поезията и кореспонденцията ѝ с Гуидо Гоцано.

## Творчество

### Поезия
- Гласове на младостта (Voci di giovinezza, Torino; Roma, Roux e Viarengo, 1903)
- Лудите девици (Le vergini folli, Torino; Roma, Società Tip. Ed. Nazionale, 1907)
- Лудите девици – Съблазняванията (с автопортрет и интервю) (Le vergini folli – Le seduzioni (con un autoritratto e intervista), Chioggia-Venezia, Damocle, 2012)
- Съблазняванията (Le seduzioni, Torino, S. Lattes e C., 1909; Palomar, 2001)
- Ема (Emma, Torino, Tip. V. Bona, 1909)
- Безсънният (L'insonne, Milano, Treves, 1913)
- Приказки в стихове (Fiabe in versi, Ostiglia, La scolastica 1916)
- Омагьосаният паяк, приказки в стихове (Il ragno incantato. Fiabe in versi, Roma; Milano, Mondadori 1922)
- Кариерата на марионетките (La carriera dei pupazzi, Milano, Sonzogno, 1924)
- Змиите на Медуза (I serpenti di Medusa, Milano, La Prora, stampa 1934).

### Белетристика
- Лицата на любовта (I volti dell'amore, Milano, Fratelli Treves, 1913)
- Души в огледалото (Anime allo specchio, Milano, Treves, 1915)
- Безполезните часове (Le ore inutili, Milano, F.lli Treves, 1919)
- Очи със сини кръгове (Gli occhi cerchiati d'azzurro, Milano, Italia, 1920)
- Вратата на радостта (La porta della gioia, Milano, Vitagliano, 1920)
- Малката кралица Киомадоро (La reginetta Chiomadoro, Roma-Milano, Mondadori, 1921)
- Разсейванията на Мими (Le distrazioni di Mimi, Milano, Gandolfi 1922)
- Когато имах любовник (Quando avevo un amante, Milano, Casa Ed. Sonzogno, 1923)
- Отмъщението на мъжа (La rivincita del maschio, Torino, Lattes, 1923, преизд. от Alessandro Ferraro per Sagep Editori, 2014)
- Пижамата на моралиста (Il pigiama del moralista, Roma, Fauno, 1927)
- Причудливи типове: новели (Tipi bizzarri: novelle, Milano, Mondadori, 1931, преизд. от Rina Edizioni, 2018)
- Страст (новела) (Passione, novella in: L’uomo che è mio di Luciana Peverelli, Rizzoli 1940)
- Закъснялото сърце (Il cuore tardo, Pisa, ETS 1985).

### Драматургия
- Неизвестният любовник, трагична поема (L'amante ignoto, poema tragico, Milano, Treves, 1911)
- Луксозната дрънкулка, комедия в едно действие (Il gingillo di lusso, commedia in un atto, 1924)
- Крадецът на бижута, комедия в едно действие (Il ladro di gioielli, commedia in un atto, 1924)
- Бемки и контета, комедия в едно действие; Измамникът на любовта, комедия в три действия (Nei e cicisbei – Il baro dell'amore – Commedia in un atto: Commedia in tre atti, Milano, Mondadori, 1926).

### Писма
- Любовни писма на Гуидо Гоцано и Амалия Гулиелминети (Lettere d'amore di Guido Gozzano e Amalia Guglielminetti, prefazione e note di Spartaco Asciamprener, Milano, Garzanti, 1951).

## Обяснителни бележки
1. ↑  Манерките започват да се правят от алуминий през 1912 г. През 1941 г. Амалия пише статията си „Как се роди манерката“ (Come nacque la borraccia) в сп. „La lettura“, за да си спомни за семейството си и да полемизира с английските „плутократи“, чиято армия „идваше да се снабдява с военни бутилки в работилницата на онези честни торински индустриалци на име Братя Гулиелминети“.
2. ↑  Клубът е първоначално разположен в Националната галерия на ул. Рома, а от 1905 г. – на днешната ул. Чезаре Батисти до Палат Кариняно. Основан е през 1898 г. от група интелектуалци, сред които Луиджи Ейнауди, Гулиелмо Фереро, Гаетано Моска, Джовани Вайлати и астрономът Франческо Поро де' Соменци и цели да е бъде циркулираща библиотека, която да доставя най-новите литературни публикации, читалня за вестници и списания и място за конференции и разговори, следвайки един позитивистичен поглед към циркулацията на културата, съставен от педагогически намерения и обмен на професионален опит. Сред по-възрастните и вече утвърдени посетители от културния пейзаж на епохата е литературният критик и директор на Галерията за модерно и съвременно изкуство Енрико Товес, писателите Масимо Бонтемпели, Джовани Чена, Франческо Пастонки, Ернесто Рагацони, Карола Проспери, филологът Густаво Балсамо Кривели, професорите Дзино Дзини и Акиле Лория и понякога Луиджи Пирандело; непосредствено след войната в него участват, с различен дух и намерения, Пиеро Гобети, Лионело Вентури и Феличе Казорати.
3. ↑  Alessandro Ferraro, Il frutto dietro la foglia 1928 e 1934: Amalia Guglielminetti due volte denunciata per oltraggio al pudore, Novara: Interlinea, Nuova corrente: rivista di letteratura: 155, 1, 2015, с. 120 – 121, бел. 8: На 15 декември 1926 г. Дино Сегре (Питигрили) сключва договор, с който преотстъпва на печатарите Чезаре Мулатеро и Адолфо Перо за 780 хил. лири (които да се заплатят с менителници) част от редакционната си собственост, защото от известно време се чувства под специално наблюдение и пряката отговорност в популярните вестници не може му помогне във времена на ограничаване на свободата на печата. Чрез договора Питигрили поверява на младия си ученик Анселмо Йона ролята на главен редактор на сп. „Великите автори“ и директор на сп. „Великите новели“, като остава ген. мениджър. Поради неуспешни киноинвестиции обаче двамата печатари са затруднени в плащанията, докато Йона поради огромното си его или поради парични нужди започва да крои план, който пуска в действие веднага след като е изгонен от Питигрили заради недоразумения. Тримата решават да го компрометират. Йона написва донос, в който обвинява Питигрили в антифашизъм и аморалност, и той се озова на бюрото на Пиетро Брандимарте – ръководител на разследващата политическа служба в Торино и създател на първия екип за действие в Пиемонт, главен герой на едни от най-страшните кланета на ранния фашизъм. Претърсени са редакцията и домът на Питигрили, и на 11 януари 1928 г. той е арестуван. По онова време Гулиелминети е изоставена от любовника ѝ и е директорка на конкурентното сп. „Съблазните“. Тя е в неведение за договора и за доноса, от което се възползва Брандимарте. Той успява да получи от нея някои писма на Питигрили, които кара да манипулира, успокоявайки я, че писателят ще завърши в затвора без разпит, а писмата скоро ще ѝ бъдат върнати. Нещата обаче се развиват различно: на 21 януари 1928 г. на разпита си Питигрили лесно успява да се отърси от всички обвинения; Гулиелминети също е разпитана и си признава всичко (Питигрили казва: „Тя коленичи пред Комисията, молейки за прошка и обясни, че е отговорила на исканията на офицера от милицията, защото той ѝ е обещал, че ще ме изпратят завинаги на остров без разпит и без да ми покажат небеизвестните писма“, в: Pitigrilli parla di Pitigrilli, Sonzogno, Milano 1948, с. 119). На следващия процес на 4 май 1929 г. Гулиелминети е призната за виновна, но понеже е почти невменяема, е осъдена на четири месеца; Брандимарте и Йона са осъдени на повече, а печатарите са оправдани. На 23 октомври Апелативният съд намалява присъдата на поетесата на два месеца, тъй като статиите на Питигрили, публикувани в сп. „Великите автори“ срещу нея, са счетени за „сериозна провокация“. На 17 март 1931 г., след като е чуто и мнението на лекаря ѝ, Гулиелминети е окончателно оправдана заради това, че е действала при „генерализирано преходно психично заболяване“.

## Библиографски бележки
1. 1 2 3 4 5 6 7 8  Amalia Guglielminetti //  Liber Liber.   Посетен на 2 януари 2021. (на италиански)
2. ↑  Amalia Guglielminetti //  Ibs.   Посетен на 2 януари 2021. (на италиански)
3. ↑  Tipi bizzarri di Amalia Guglielminetti //  Blog Leggere un buon libro.   Посетен на 2 януари 2021. (на италиански)
4. ↑  Mariani, Cecilia. Uno sguardo occhiuto su un'umanità bizzarra: le novelle di Amalia Guglielminetti //   Посетен на 2 януари 2021. (на италиански)
5. ↑  Ornella Benso. Una relazione letteraria. Amalia Guglielminetti e Guido Gozzano (tesi di laurea) //   1944. vecchio parsimonioso industriale, rigido clericale e severo custode del focolare domestico (на италиански)
6. 1 2 3 4  Guglielminetti Amalia //  150 anni.it.   Посетен на 2 януари 2021. (на италиански)
7. ↑  Цитат: Nei versi, fanciulle liliali, inquiete fiamme, chiuse da saggezza/d’antiche norme fra leggiadri schermi», socialmente 'signorine' che, come la stessa Amalia, avevano ricevuto un’educazione religiosa e mescolavano sacro e profano, misticismo ed erotismo.
8. ↑  В Pitigrilli, Amalia Guglielminetti, с. 12: collana preziosissim di versi belli e nuovi.
9. ↑  Цит. в известния литературен критик и братовчед на Амалия Marziano Guglielminetti, La Musa subalpina, с. 202: «la sua ispirazione è viva, schietta, delicata quanto più si possa dire, e l'arte la seconda a meraviglia. Quelle sue figure di fanciulle e donne son cose di tutta gentilezza, e molti sonetti son di squisita fattura. E il tutto par che le venga così spontaneo!»
10. ↑  G. Gozzano-A. Guglielminetti, Lettere d'amore, с. 27: «ancora assaporato le squisitezze dell'arte, solo ho sfiorato l'essenza, l'anima della sua poesia: un'anima un poco amara, un poco inferma»
11. ↑  Пак там, с. 29: «i suoi sonetti, tecnicamente euritmici, disinvolti nell'atteggiamento, nobilissimi nella rima ricca [....] sono superiori a quelli di Gaspara Stampa [....] anche Madonna Gasparina fu vittima della maniera del suo tempo, come noi lo siamo del nostro, con gl'imparaticci d'annunziani» e che «il lettore ha l'impressione di essere per qualche istante ammesso in un giardino claustrale: ad ogni svolto di sentiero, fra i cespi di gigli e gli archi de' rosai, una nuova coorte di vergini si fa innanzi cantando una nuova sorta di martirio o di speranza. Ella compie nel suo libro, Egregia Guglielminetti, quasi un vergiliato, e conduce il lettore attraverso i gironi di quell'inferno luminoso che si chiama verginità»
12. ↑  G. Gozzano-A. Guglielminetti, Lettere d'amore, с. 29 (писмо от 5 юни 1907 г.)
13. 1 2  Amalia Guglielminetti //  Italia donna.   Посетен на 2 януари 2021. (на италиански)
14. ↑  Dieci poesie di Amalia Guglielminetti, di Donatella Pezzino //  Alessandria Today.   Посетен на 2 януари 2021. (на италиански)
15. ↑  Цитат: Artisticamente parlando, l’Insonne è una sicura ed alta affermazione. La Guglielminetti vi è intera: con una materia sua, con una forma sua, con uno stile suo
16. ↑  La rivincita del maschio //  Google Books.   Посетен на 9.6.2020. (на италиански)
17. ↑  Marziano, Guglielminetti. Guglielminetti, Amalia //  Dizionario Biografico degli Italiani 60.   Посетен на 9.6.2020.
18. ↑  ... «senza alcun rimpianto poiché non vi conto amici, né confidenti, né persone care o alle quali io sia cara. Forse mia madre, ma l’affetto materno è istintivo ed incosciente».